# Santos Brasil Tennis Open 2012
Il Santos Brasil Tennis Open 2012 è stato un torneo professionistico di tennis maschile giocato sulla terra rossa. È stata la 2ª edizione del torneo che fa parte dell'ATP Challenger Tour nell'ambito dell'ATP Challenger Tour 2012. Si è giocato a Santos in Brasile dal 16 al 22 aprile 2012.

## Partecipanti

### Teste di serie
| Nazionalità | Giocatore              | Ranking* | Testa di serie |
| ----------- | ---------------------- | -------- | -------------- |
| Brasile     | João Souza             | 99       | 1              |
| Slovenia    | Blaž Kavčič            | 112      | 2              |
| Cile        | Paul Capdeville        | 121      | 3              |
| Argentina   | Diego Junqueira        | 123      | 4              |
| Brasile     | Rogério Dutra da Silva | 129      | 5              |
| Brasile     | Ricardo Mello          | 130      | 6              |
| Brasile     | Thiago Alves           | 160      | 7              |
| Argentina   | Máximo González        | 161      | 8              |

- Ranking al 9 aprile 2012.

### Altri partecipanti
Giocatori che hanno ricevuto una wild card:
- Enrique Bogo
- Felipe Soares
- João Pedro Sorgi
- João Souza

Giocatori passati dalle qualificazioni:
- Guido Andreozzi
- Damir Džumhur
- Ricardo Hocevar
- Marco Trungelliti

## Campioni

### Singolare
Ivo Minář ha battuto in finale  Ricardo Hocevar con il punteggio di 4–6, 6–1, 6–4

### Doppio
Andrés Molteni /  Marco Trungelliti hanno battuto in finale  Rogério Dutra da Silva /  Júlio Silva con il punteggio di 6–4, 6–3